# 三菱・4N1型エンジン
三菱・4N1型エンジンは、三菱自動車工業によって開発・製造されている小・中型乗用車向けの直列4気筒ディーゼルエンジンの系列である。製造は京都府京都市にあるパワートレイン製作所京都工場にて行われる。

## 概要
2006年（平成18年）6月、三菱自動車工業と三菱重工業は2010年（平成22年）の量産化を目指し、次世代クリーンディーゼルエンジンを共同開発することを発表した。当初は欧州市場への輸出向けであったが、後に北米など他の主要市場にも投入することが発表された。次世代ディーゼルはMiEVとともに、2006年（平成18年）7月に発表された三菱自動車の「環境行動計画2010」における中核を成すものとされた。
まず1.8 L（1,798 cc）の4N13が2007年のフランクフルトモーターショーでConcept-cXとともに発表された。続いて2.2 L（2,268 cc）の4N14が同年の東京モーターショーでConcept-ZTとともに発表され、翌年の北米国際オートショーに出展されたConcept-RAにも搭載された。
本機は欧州のEuro 5、米国のTier 2 Bin 5、日本のポスト新長期規制に準拠すべく設計された。これら各国の排出ガス規制に適合するため、ディーゼル酸化触媒（DOC）、NOxトラップ触媒（NTC）、ディーゼル微粒子捕集フィルター（DPF）を組み合わせた触媒システムが開発された。
燃焼時の急激な圧力上昇を減らしてアルミシリンダーブロックの重量を抑えるように、エンジンは低圧縮比となるように設計されている。DOHC16バルブの吸気側にはMIVECが採用されているが、可変バルブ機構を採用した乗用車用ディーゼルはこれが世界初となる。コモンレール式で噴射圧力2,000気圧のインジェクターを採用し、燃焼効率を高めている。4N13にはソレノイド式、4N14にはピエゾ式のインジェクターがそれぞれ採用されている。いずれにも急速昇温タイプのセラミックグロープラグが装着されている。
4N13はタービン側に可変ベーンを備えたVGターボを装着し、異なる運転状況に応じて最適な過給圧をもたらす。4N14はコンプレッサーにも可変ベーンを備えたVD/VGターボを装着し、さらに燃焼効率を高めている。摩擦、騒音、振動低減のためオフセットクランクシャフトを採用し、全域でスムーズさと静粛性を実現した。

## 諸性能

### 4N13
| シリンダー配置 | 直列4気筒DOHC16バルブMIVEC                             |
| 排気量         | 1,798 cc                                               |
| ボア           | 83 mm                                                  |
| ストローク     | 83.1 mm                                                |
| 圧縮比         | 14.9：1                                                |
| 過給器         | インタークーラー付きVGターボ                           |
| 燃料噴射装置   | ソレノイド式コモンレール                               |
| 最高出力       | 85 kW（116 PS）/ 4,000 rpm 110 kW（150 PS）/ 4,000 rpm |
| 最高トルク     | 300 N·m（31.0 kgf·m）/ 2,000-3,000rpm                  |

#### 搭載車両
- 2010 – 2015 三菱・ASX (欧州向け)
- 2010 – 2017 三菱・ランサー (欧州向け)
- 2012 – 2015 プジョー・4008
- 2012 – 2015 シトロエン・C4 エアクロス

### 4N14
| シリンダー配置 | 直列4気筒DOHC16バルブMIVEC                                       |
| 排気量         | 2,268 cc                                                         |
| ボア           | 86 mm                                                            |
| ストローク     | 97.6 mm                                                          |
| 圧縮比         | 14.9：1                                                          |
| 過給器         | インタークーラー付きVG/VDターボ                                  |
| 燃料噴射装置   | ピエゾ式コモンレール                                             |
| 最高出力       | 130 kW（177 PS）/ 3,500 rpm 109 kW（148 PS）/ 3,500 rpm          |
| 最高トルク     | 380N･m（39.0kgf･m）/2,000rpm 360N･m（36.7kgf･m）/1,500～2,750rpm |

#### 搭載車両
- 2010 – 2018 アウトランダー(欧州向け)
- 2013 – 現在 デリカD5
- 2013 – 2018 三菱・ASX (欧州向け)
- 2019 – 2021 三菱・エクリプスクロス (国内/欧州向け)
- 2019 – 現在 L300[11] （ターボ（インタークーラーレス）仕様。最高出力99.25PS、最大トルク200N･m）

### 4N15
| シリンダー配置 | 直列4気筒DOHC16バルブMIVEC      |
| 排気量         | 2,442 cc                        |
| ボア           | 86 mm                           |
| ストローク     | 105.1 mm                        |
| 圧縮比         | 15.5：1                         |
| 過給器         | インタークーラー付きVG/VDターボ |
| 燃料噴射装置   | ピエゾ式コモンレール            |
| 最高出力       | 133 kW（181 PS）/ 3,500 rpm     |
| 最高トルク     | 430 N･m（43.9 kgf･m）/ 2,000rpm |

#### 搭載車両
- 2014 – 現在 73式小型トラック (出力やトルクは4M40搭載の旧型車と同一に減格)
- 2015 – 2023 三菱・トライトン
- 2015 – 現在 三菱・パジェロスポーツ
- 2016 – 2019 フィアット・フルバック[12]

### 4N16
| シリンダー配置 | 直列4気筒DOHC16バルブMIVEC            |
| 排気量         | 2,439 cc                              |
| ボア           | 86 mm                                 |
| ストローク     | 105.0 mm                              |
| 圧縮比         | 15.1：1                               |
| 過給器         | インタークーラー付きVG/VDターボ       |
| 燃料噴射装置   | ピエゾ式コモンレール                  |
| 最高出力       | 150 kW（204 PS）/ 3,500 rpm           |
| 最高トルク     | 470 N･m（47.9 kgf･m）/ 1,500-2,750rpm |

#### 搭載車両
- 2022 – 現在 日産・キャラバン
- 2022 – 現在 いすゞ・コモ
- 2023 – 現在 三菱・トライトン
- 2024 – 現在 三菱・パジェロスポーツ